# Romankiv, Obuhiv
Romankiv (în ucraineană Романків) este un sat în comuna Pidhirți din raionul Obuhiv, regiunea Kiev, Ucraina.

## Demografie
Componența lingvistică a localității Romankiv
     Ucraineană (95,52%)
     Rusă (2,99%)
Conform recensământului din 2001, majoritatea populației localității Romankiv era vorbitoare de ucraineană (95,52%), existând în minoritate și vorbitori de rusă (2,99%).